# Юзеф Піньковський
Юзеф Піньковський (пол. Józef Pińkowski; 17 квітня 1929, Седльце, Польща — 8 листопада 2000, Варшава, Польща) — польський державний діяч і економіст, голова Ради Міністрів ПНР (1980—1981).

## Біографія
Народився в м. Седльце в сім'ї робітника. Після Другої світової війни закінчив торговельний ліцей, потім Вищу школу економіки в Познані і Варшавську школу планування та статистики. У 1950—1952 роках працював асистентом у Вищій школі економіки в Познані. У 1952—1956 служив офіцером Війська польського, мав чин капітана. Член ПОРП з 1951 року. У 1956—1958 роках працював директором департаменту в міністерстві заготовок, потім головним інспектором в міністерстві харчової промисловості та заготовок. У ці ж роки продовжував навчання в Головній школі планування та статистики. З 1958 року працював у Варшавській воєводській народній раді, пізніше став секретарем Науково-економічної ради, а з 22 березня 1965 року по 3 грудня 1971 року — голова президії народного ради (воєвода) Варшавського воєводства. З 1969 по 1985 рік обирався депутатом Сейму ПНР. З жовтня 1971 року по лютий 1974 року — перший заступник голови Комісії планування при Раді Міністрів ПНР. З грудня 1971 по липень 1981 року член ЦК ПОРП. З лютого 1974 року по серпень 1980 року секретар ЦК, з лютого по серпень 1980 року кандидат в члени Політбюро ЦК ПОРП. В середині літа 1980 року ситуація в ПНР загострилася до вибухонебезпечного стану. Намагаючись зберегти владу, тодішнє керівництво країни на чолі з Е. Гереком пішло на серйозні кадрові зміни. З 24 серпня 1980 року Ю. Піньковський став членом Політбюро ЦК ПОРП і виконуючим обов'язки Головою Ради Міністрів ПНР (затверджений Сеймом на цій посаді 5 вересня). Однак вже 6 вересня Е. Герек позбувся своєї посади, але ситуацію вже було складно виправити. Польщу продовжувало лихоманити і через півроку, 11 лютого 1981 року новим главою уряду був призначений міністр оборони генерал Войцех Ярузельський.
Після відставки відійшов від активної політичної діяльності. Помер у Варшаві 8 листопада 2000 року і був похований на військовому кладовищі Повонзкі у Варшаві.

## Нагороди
Був нагороджений вищою нагородою ПНР Орденом Будівельників Народної Польщі в 1979 році. Також у нього є й інші польські нагороди Орден «Знамя Труда» другого ступеня і Орден Відродження Польщі.